# Szwab
Szwab (Aussprache wie „Schwab“) oder Szkop (Aussprache wie „Schkopp“) ist eine in Polen verwendete, abwertende Bezeichnung für die Deutschen, die sich vom Wort Schwabe ableitet.

## Beschreibung
Als stereotype Eigenschaften wird den Deutschen in Polen vieles zugeschrieben, was auch Österreicher den Piefke unterstellen, also lautes, arrogantes, ungehobeltes Auftreten, mangelnde Sensibilität und Flexibilität. Des Weiteren stellt man sich Szwaby oder Szkopy (Mehrzahl) im Allgemeinen dort als schwer, stumpfsinnig, mit einem bestimmten typischen Aussehen vor. Die ihnen zugeschriebenen Eigenschaften bilden kein einheitliches stereotypes Bild, denn nicht immer ist eine Eigenschaft als eindeutig positiv zu beurteilen. Beispiel: ihre typische Arbeitsamkeit muss nicht immer als positiv gelten, sondern auch Zeichen der Gier oder Unterwürfigkeit sein. Weitere Eigenschaften wären: Sparsamkeit (= Geiz), Phantasie-, Geschmack- und Toleranzlosigkeit, Ungastlichkeit, Pflichtbewusstsein, Pünktlichkeit, Obrigkeitshörigkeit und Unfähigkeit zur Auflehnung, wodurch Szwaby psychisch gelähmt seien, so dass ihnen vielfach die Fähigkeit zum unbeschwerten Leben abgesprochen wird.
Man sagt oft: „Typowy szwab“, „Typowy szkop“, was so viel heißt wie „Typisch Deutscher“ und negative Einstellung (oft Vorurteile) des Sprechers gegenüber der bezeichneten Person zum Ausdruck bringt, wobei Szkop deutlich negativer beladen ist als Szwab. Szkop(y) wurde insbesondere im Zweiten Weltkrieg als Bezeichnung für deutsche Besatzungssoldaten verwendet.

## Herkunft und Bedeutung der Wörter
Das Wort Szwab leitet sich von der polnischen Bezeichnung für Schwaben her. Als Verb entwickelte sich das polnische Wort oszwabić, was so viel bedeutet wie „betrügen“. Die Herkunft des Wortes Szkop ist schwer nachzuweisen. Man vermutet die Herkunft aus dem Tschechischen "Skopčák", was so viel bedeutet, wie derjenige, der aus den Bergen kommt. Für die Tschechen kamen deutsche Händler zu ihnen aus den Bergen (tschechisch: z kopců).

## Hintergrund
In der polnischen Sprache gibt es außer den beiden erwähnten noch eine Vielzahl von mehr oder weniger aggressiven Bezeichnungen für die Deutschen. Beispiele (Plural): Fryce, Prusaki, Adolfki, Helmuty, Hitlerowcy, Goebelsi, Gestapowcy, Pierdoły saskie und viele mehr. Die Reichhaltigkeit und emotionale Intensität der polnischsprachigen Bezeichnungen für die Deutschen ist nur mit denjenigen für die Einwohner Russlands (insbesondere die der ehemaligen Sowjetunion) vergleichbar. Im Falle anderer Nationalitäten lässt sich im Polnischen keine so lange Liste von Ethnophaulismen aufstellen.
Eine mögliche Erklärung dafür liegt in der historischen Erfahrung in Polen. Seit Anbeginn der polnischen Staatlichkeit haben demnach beidseitige Aggressionen, Hass, Reibereien und oft blutige Konflikte, die das stereotype Bild der westlichen und östlichen Nachbarn in Polen geformt und verfestigt haben. Das negative Bild der Deutschen (und allgemein auch der Russen) wird in neuerer Zeit in den Massenmedien weiter geschürt.